# Ricard d'Étampes

Blasó de Ricard d'Etampes

Ricard de Bretanya o Ricard d'Étampes nascut el 1395, mort el 2 de juny de 1438 a Clisson, fou fill de Joan V l'Anglòfil, duc de Bretanya, i de la seva tercera esposa Joana de Navarra.

## Biografia
Portava el títol de comte d'Étampes, de Vertus, de Benon i de Mantes, senyor de Clisson, de Palluau, dels Essarts i d'Houdan. Va combatre els anglesos a la Guiena (1419) i feu una campanya contra Joan II, duc d'Alençon (1432).

## Matrimoni i descendència
Es va casar el 1423 al castell de Blois amb Margarida d'Orléans (1406 † 1466), comtessa de Vertus, filla de Lluís, duc d'Orléans, i de Valentina Visconti. Va tenir els següents fills:
- Maria (1424 † 1477), religiosa, després 25a abadessa de Fontevraud
- Isabel (1426 † 1438)
- Caterina (1428 † després de 1476), casada el 1438 amb Guillem VII de Chalon († 1475), príncep d'Orange o Aurenja
- Francesc II de Bretanya (1433 † 1488), duc de Bretanya
- un fill mort poc després de néixer (1436 † 1436)
- Margarita (1437 † abans de 1466), monja
- Magdalena († 1461), monja